# Pyrometr

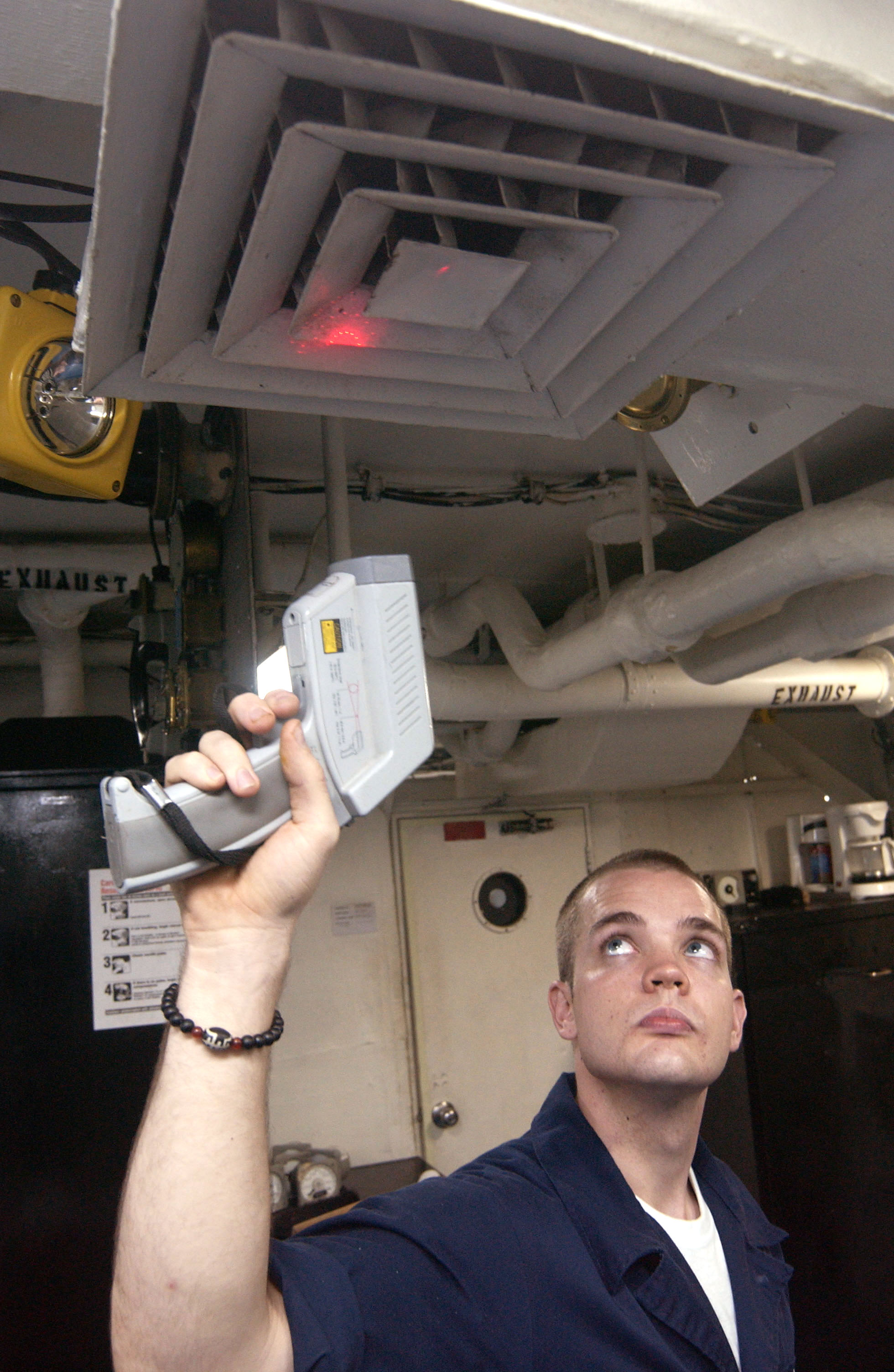
Měření teploty větrací šachty letadlové lodi pomocí pyrometru.

Pyrometry jsou bezdotykové teploměry, které určují teplotu měřeného tělesa z tepelného záření. Měří se jimi převážně teploty v rozsahu -50 °C až +3500 °C. Pyrometr byl vynalezen Pietrem van Muschenbroeckem (1692-1761). Nauka o bezkontaktním měření teploty se pak nazývá pyrometrie. Název pyrometr je odvozen z řeckých slov pyr (oheň) a metrein (měřit).

## Základy
Všechny formy hmoty vyzařují při teplotách vyšších než je absolutní nula tepelné záření ve viditelném i neviditelném pásmu spektra. Intenzita tohoto záření odpovídá teplotě hmoty. Příčinou tohoto záření je vnitřní mechanický pohyb molekul, jehož intenzita závisí právě na teplotě objektu. Protože pohyb molekul představuje přemísťování náboje, je vyzařováno elektromagnetické záření (fotonové částice). Toto záření se zachytává a vyhodnocuje právě pyrometrem. Pokud je měřený objekt chladnější než pyrometr, je zářivý tok záporný. To znamená, že pyrometr dodává sálavou energii objektu, což se také dá vyhodnocovat.
Teoretickým základem, na kterém pyrometry fungují, je Stefanův–Boltzmannův zákon, pomocí kterého se vyjadřuje celková vyzářená energie za jednotku času z jednotkové plochy absolutně černého tělesa. Se Stefanovou–Boltzmannovou konstantou σ zní:
{\displaystyle P=\sigma \cdot A\cdot T^{4}}.
Skutečné těleso vyzařuje díky faktoru ε (emisivita objektu) menší intenzitu:
{\displaystyle P=\varepsilon \sigma \cdot A\cdot T^{4}}.
K bezdotykovému měření teploty je tedy nutné znát emisivitu objektu, to jest schopnost objektu odrážet tepelný paprsek. Emisivita ε je rovna poměru intenzit záření reálného povrchu a absolutně černého tělesa. Ta může nabývat hodnot od 0 (lesklé zrcadlo) do 1,0 (černé těleso). Většina organických, nabarvených nebo zoxidovaných povrchů má emisivitu blízkou hodnotě 0,95.
Maximum vyzařování se posunuje směrem ke stále kratším vlnovým délkám při rostoucí teplotě měřeného objektu. Vyzařovaná energie v celém vlnovém rozsahu roste se čtvrtou mocninou teploty. Pro měření určitého rozsahu teplot je nutné mít před samotným senzorem různé optické filtry. Jimi jsou pak propouštěny jen vlnové délky odpovídající potřebnému rozsahu měření teplot.

## Druhy pyrometrů
Pyrometry patří mezi bezdotykové teploměry. Ty se dělí na:
- přímo měřící bezdotykové teploměry – např. pyrometry
- zobrazovací bezdotykové teploměry – např. termovize

Podle způsobu detekce záření se pyrometry dělí na:
- Subjektivní - detektorem záření je lidské oko (jasové a barvové pyrometry)
- Objektivní – záření je detekováno selektivními (Si, Ge) nebo neselektivními (bolometrické, termoelektrické, pyroelektrické) detektory záření

Další dělení je podle využité spektrální oblasti záření:
1. Monochromatické – pracují se zářením jedné nebo dvou vlnových délek
2. Pásmové – pracují se zářením v širším pásmu vlnových délek
3. Úhrnné – pracují se zářením v celém pásmu vlnových délek

Podle konstrukce jednotlivých částí pyrometrů může být provedeno dělení následujícím způsobem:
1. Optický systém
  1. clonkový
  2. čočkový
  3. zrcadlový
  4. světlovodný
2. Zaměřovací systém
  1. optický přes objektiv
  2. světelný (např. laserový paprsek)
  3. miřidlový (puškový)

V poměrovém pyrometru (také podílový pyrometr nebo dvou barvový pyrometr) není měřena jenom intenzita v jednom vlnovém rozsahu, ale zobrazuje se poměr intenzit dvou „barev“. To znamená, že se teplota neurčuje na základě jasnosti, ale na základě barvy záření. Při tomto postupu nehraje emisivita žádnou roli, pokud se teplota nemění příliš rychle. Poměrové zpracování signálu je výhodné z hlediska malé citlivosti poměrového pyrometru na změnu velikosti žhavého objektu v jeho zorném poli. Pokud se třeba velikost žhavého objektu v zorném poli zmenší na polovinu, poměr obou signálů a tedy i údaj teploty pyrometru zůstane nezměněn. V případě běžného pyrometru by stejná změna velikosti měřeného signálu znamenala chybu, která by zcela zkreslila celé měření.
Pyrometr někdy teplotu vyhodnocuje, díky filtru úzkého vlnového rozsahu, pouze z malé části spektra záření. Takový pyrometr se nazývá monochromatický (úzkopásmový) – vyhodnocování signálu se děje jednoduchým způsobem a spektrální citlivost čidla zde nehraje žádnou roli.
Pokud je vlnový rozsah pyrometru širší, mluvíme o svazkovém radiačním pyrometru nebo totálním radiačním pyrometru. Tyto pyrometry tedy využívají tepelného záření ve velké oblasti vlnových délek (teoreticky v celém rozsahu), který je omezen pouze absorpční schopností detektoru a propustností optiky pyrometru. Emisivita nečerných zářičů je silně závislá na jakosti povrchu tělesa, materiálu a teplotě. Protože korekce údaje pyrometru je velmi obtížná, používají radiační pyrometry k měření teploty pouze černé zářiče, popř. zářiče jim blízké.

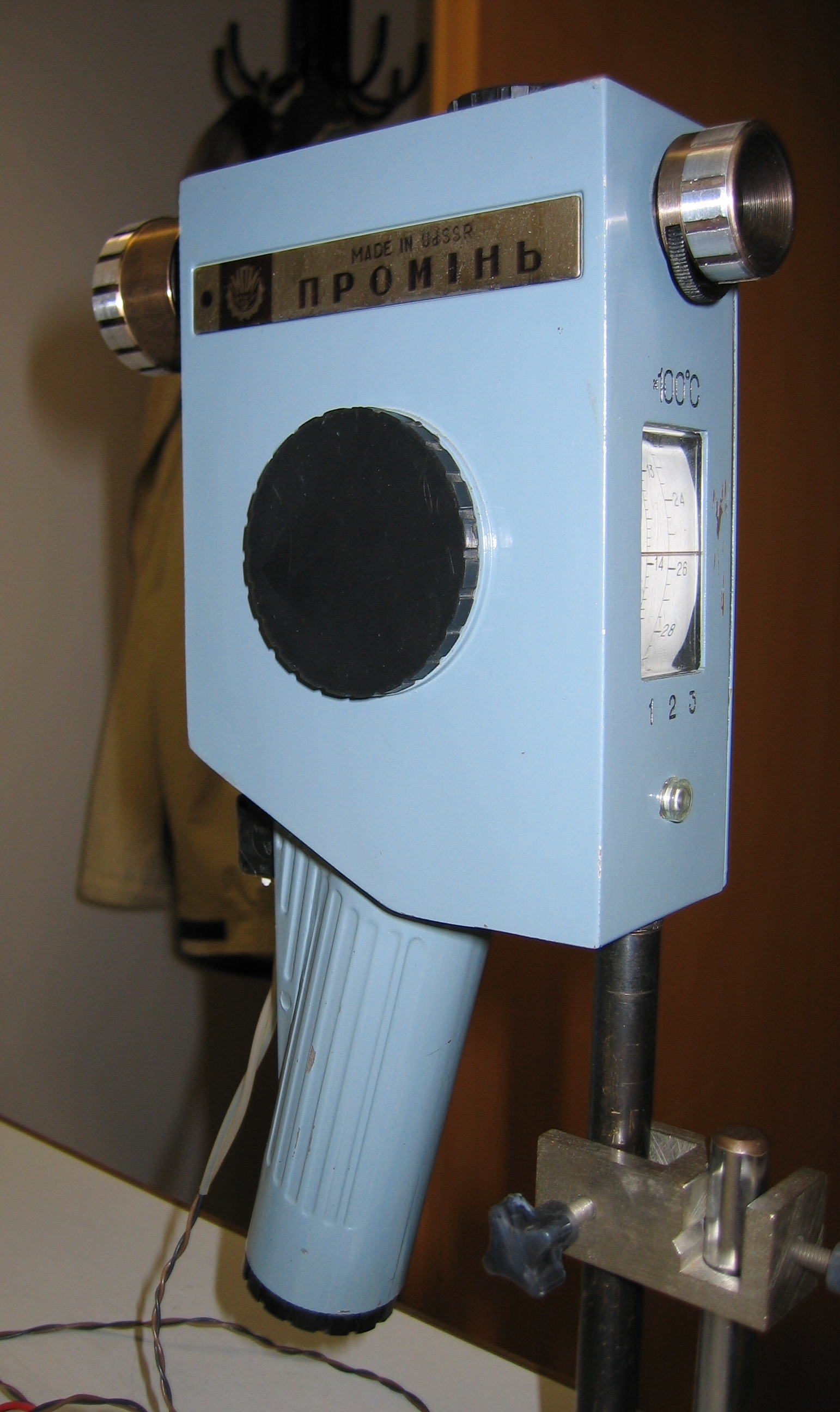
Vláknový pyrometr

Pro žhavé objekty se používají vizuální postupy, kdy obraz měřeného objektu je vytvářen objektivem v rovině vlákna pyrometrické žárovky. Toto vlákno, které je žhaveno proudem z baterie, je z wolframu. Pozorovatel sleduje jak měřený objekt, tak vlákno žárovky okulárem přes červený filtr. Tento filtr vymezuje danou vlnovou délku. Velikost proudu z baterie se dá regulovat pomocí reostatu a to se provádí až do okamžiku, kdy vlákno svou září splyne s září pozorovaného objektu. V obvodu žhavicí žárovky je pak obvykle zařazen měřicí přístroj, který udává teplotu vlákna a tím i měřeného objektu.

## Výhody a nevýhody
Bezkontaktní měření teploty má své výhody i nevýhody.
Mezi výhody patří:
- rychlost měření
- možnost měření i objektů, které se pohybují
- snadné měření teploty na obtížně dostupných místech
- bezproblémové měření velmi vysokých teplot
- nedochází k ovlivnění měřeného objektu
- měření probíhá bez rizika kontaminace a mechanických účinků na povrch měřeného objektu

Mezi nevýhody patří:
- měřený objekt musí být pro teploměr opticky viditelný
- pevné překážky dovolují pouze povrchové měření (ne vnitřní teplotu)
- nutnost ochrany čidla před prachem a kondenzujícími kapalinami
- měří se pouze povrchová teplota materiálů a je nutné brát v úvahu jejich emisivitu

## Měřená vlnová délka
Jaká šířka pásma je pro daný měřený objekt optimální, to závisí na jeho materiálu a jeho teplotě.
Pro teplotu pohybující se v rozmezí pokojové teploty připadá v úvahu vlnová délka uprostřed infračerveného spektra záření. Pak se používají termické nebo pyroelektronické senzory.
Teploty od 350 °C mohou být zjišťovány pomocí IR-fotodiod. Například germaniová fotodioda má citlivost až do vlnové délky 1,9 μm.
Teploty od 700 °C mohou být měřeny fotodiodou ve viditelném spektru záření.
Největší vlnový rozsah mají vysokoteplotní pyrometry, používající fotopřijímač: nejnižší hranice pro přijímané vlnové délky dosahuje hodnoty asi okolo 1,1 μm. Těleso s teplotou okolo 3000 K má zde maximální záření, ale může se s ním měřit teploty již od 700 °C.
Všeobecně je známé, že snazší je rozšířit rozsah pyrometru směrem vzhůru než dolů.

## Korektura emisivity
Emisivita látek musí být pro příslušný vstupní vlnový rozsah pyrometru známá. Tak mají kovy velice malou a proto nepříznivou hodnotu emisivity v dolním a středním rozsahu infračerveného záření (leštěné zlato má např. emisivitu pouze asi 0,02). Emisivita závisí na vlnové délce, tak např. lesklé kovy lépe emitují krátké vlnové délky (krátký konec viditelného spektra záření), mezitím co většina organických látek (dřevo, umělá hmota, papír, lak) podobně jako sklo a keramika ukazuje velmi vysokou emisivitu ve středním a dlouhém infračerveném záření. Při různých úpravách povrchu kovu, jako je např. eloxování (hliník) nebo lakování (libovolné barvy), dosahuje emisivita hodnoty blízké 1 a korekce spádu emisivity může být silně zkreslena.
Pyrometr má často možnost korektury emisivity, např. potenciometr se stupnicí od 0 do 1.

## Detektory
Jako detektory pro pyrometry se používají termické (např. bolometr, pyroelektrické senzory nebo termické proužky z termočlánků) nebo fotoelektrické detektory (nechlazené nebo chlazené fotodiody).
Čočka nebo okénko pro přístroje pracující na základě měření infračervených paprsků je ze skla nebo z křemenného skla.
Při detekci středního a dlouhého infračerveného záření je detekční optika pyrometru složena z krystalů jako je CaF2, ZnS, ZnSe, KRS5 nebo také z polyetylenu.